# Suchoj Karsun
Suchoj Karsun (ros. Сухой Карсун) – wieś (sieło) w Rosji, w obwodzie uljanowskim, w rejonie karsuńskim. W 2010 liczyła 474 mieszkańców.